# Back Home and Broke
Back Home and Broke è un film muto del 1922 diretto da Alfred E. Green.

## Produzione
Il film fu prodotto dalla Famous Players-Lasky Corporation.

## Distribuzione
Distribuito dalla Famous Players-Lasky Corporation e dalla Paramount Pictures, il film - presentato da Adolph Zukor - uscì nelle sale cinematografiche USA il 24 dicembre 1922.